# Правна сделка
Правна сделка е волеизявление (правомерни действия на физически и юридически лица), насочено към установяване на определени желани правни последици (пораждане, изменение или прекратяване на субективни права и задължения).

## Видове
Правните сделки биват:
- едностранни (завещание, отказ от наследство) и двустранни;
- възмездни (за покупко-продажба, наем) и безвъзмездни (завещание, договор за дарение);
- формални (за поръчителство, суперфиция, предварителен договор) и неформални (за заем, мандат, покупко-продажба на движими вещи);
- други.

Сключват се, когато се направи волеизявлението – при едностранните, или когато се постигне съгласие – при договорите. Могат да бъдат сключвани само от дееспособни, изрично или мълчаливо, при условия или срок. За да бъдат действителни, те не трябва да противоречат на закона или на указаната от закона форма.

## Предмет
Предмет на правните сделки са вещи и нематериални права, които трябва да съществуват или да са възможни. При тълкуването на правните сделки се търси действителната обща воля на страните. По начало правните сделки пораждат правни последици само между страните, но могат да породят права и за трети лица, неучастващи в тях.